# کتابخانه ملی تاجیکستان
کتابخانهٔ ملی تاجیکستان یا کتابخانهٔ ابوالقاسم فردوسی بزرگ‌ترین کتابخانهٔ کشور تاجیکستان است. این کتابخانه در شهر دوشنبه، افتتاح‌شده در یکم ژانویهٔ ۱۹۳۳، واقع شده است. کتاب‌های اولیهٔ آن را مجموعه‌ای که در کتابخانهٔ شهر دوشنبه وجود داشت تشکیل داد. با گسترش کتابخانه و افزایش مجموعهٔ آن، این کتابخانه به کتابخانهٔ واسپاری جمهوری تاجیکستان و مرکز تحقیقات و هماهنگ‌کنندهٔ کتابخانه‌های این جمهوری تبدیل شد.
این کتابخانه حدود ۳ میلیون جلد کتاب دارد و دستنویس‌های فراوانی در آن نگهداری می‌شود. روزانه حدود ۱٬۵۰۰ مراجعه‌کننده دارد. این کتابخانه دارای برنامهٔ مبادله با ۷۹ کتابخانهٔ خارجی و ۱۲۰ کتابخانه در کل شوروی سابق است. نسخ خطی شرقیِ کتابخانه بسیار نفیس است و متعلق است به قرن‌های ۱۲ تا ۲۰ میلادی. از جمله قدیمی‌ترینِ آن‌ها می‌توان از تاریخ طبری (قرن ۱۳ م) نام برد.

## کتابخانه ابوالقاسم لاهوتی
بخش نسخه‌ها و کتاب‌های فارسی کتابخانهٔ دولتی تاجیکستان در شهر دوشنبه پایتخت این کشور در یادبود ابوالقاسم لاهوتی، «کتابخانهٔ ابوالقاسم لاهوتی» نامگذاری شده است. این شعبه در سال ۲۰۱۷ با اهدای کتاب‌هایی از ایران و تاجیکستان تأسیس شده است.